# İpek Soylu
İpek Soylu (nació el 15 de abril de 1996 en Adana) es una jugadora de tenis turca.
Su mejor clasificación en la WTA fue la número 153 del mundo, que llegó el 16 de noviembre de 2015. En dobles alcanzó número 63 del mundo, que llegó el 13 de abril de 2017. En 2016, logró sumar su primer título de dobles a nivel WTA, jugando en casa, en el torneo de Istambul, junto a la rumana Andreea Mitu y posteriormente logró sumar otros 2 torneos de dobles.
Además, hasta la fecha, ha ganado 12 individuales y 14 títulos de dobles en el ITF tour.
Juega por Turquía en la Copa Federación, Soylu tiene un récord de ganados y perdidos de 10-6.

## Títulos WTA (3; 0+3)

### Dobles (3)
| Leyenda                    |
| -------------------------- |
| Grand Slam (0)             |
| Juegos Olímpicos (0)       |
| WTA Tour Championships (0) |
| WTA Elite Trophy (1)       |
| Premier Mandatory (0)      |
| Premier 5 (0)              |
| Premier (0)                |
| International (2)          |

| N.º | Fecha                  | Torneo       | Superficie    | Pareja       | Oponentes en la final        | Resultado        |
| --- | ---------------------- | ------------ | ------------- | ------------ | ---------------------------- | ---------------- |
| 1.  | 24 de abril de 2016    | Estambul     | Tierra batida | Andreea Mitu | Xenia Knoll Danka Kovinić    | w/o              |
| 2.  | 1 de octubre de 2016   | Tashkent     | Dura          | Raluca Olaru | Demi Schuurs Renata Voráčová | 7-5, 6-3         |
| 3.  | 6 de noviembre de 2016 | Elite Trophy | Dura (i)      | Xu Yifan     | Zhaoxuan Yang Xiaodi You     | 6-4, 3-6, [10-7] |

## Títulos WTA125s

### Dobles (0)

#### Finalista (1)
| N.º | Fecha              | Torneos | Superficie    | Pareja       | Oponentes                | Resultado |
| --- | ------------------ | ------- | ------------- | ------------ | ------------------------ | --------- |
| 1.  | 5 de junio de 2016 | Bol     | Tierra batida | Raluca Olaru | Xenia Knoll Petra Martić | 3–6, 2–6  |

## TítulosITF

### Individual (12)
| Torneos de $100,000 |
| Torneos de $80,000  |
| Torneos de $60,000  |
| Torneos de $25,000  |
| Torneos de $15,000  |
| Torneos de $10,000  |

| N.º | Fecha                    | Torneo                    | Superficie | Oponentes             | Resultado     |
| --- | ------------------------ | ------------------------- | ---------- | --------------------- | ------------- |
| 1.  | 6 de mayo de 2013        | Sharm el-Sheikh, Egipto   | Dura       | Camilla Rosatello     | 7-5, 6-1      |
| 2.  | 19 de agosto de 2013     | Esmirna, Turquía          | Dura       | Gabriela van de Graaf | 7-5, 6-3      |
| 3.  | 23 de septiembre de 2013 | Sharm el-Sheikh, Egipto   | Dura       | Giulia Bruzzone       | 4-6, 6-0, 6-2 |
| 4.  | 13 de enero de 2014      | Sharm el-Sheikh, Egipto   | Dura       | Despina Papamichail   | 6-3, 7-6(7-0) |
| 5.  | 7 de abril de 2014       | Antalya, Turquía          | Dura       | Deniz Khazaniuk       | 7-5, 4-6, 6-1 |
| 6.  | 2 de junio de 2014       | Adana, Turquía            | Dura       | Başak Eraydın         | 4-6, 6-1, 6-2 |
| 7.  | 16 de junio de 2014      | Estambul, Turquía         | Dura       | Melis Sezer           | 6-3, 6-4      |
| 8.  | 6 de julio de 2015       | Bursa, Turquía            | Arcilla    | Anastasija Sevastova  | 7–5, 3–6, 6–1 |
| 9.  | 31 de marzo de 2019      | Sharm El Sheik, Egipto    | Dura       | Nadja Gildchrist      | 6-3 6-3       |
| 10. | 7 de abril de 2019       | Sharm El Sheik, Egipto    | Dura       | Magali Kempen         | 7-6(2) 6-4    |
| 11. | 2 de junio de 2019       | Nonthaburi, Tailandia     | Dura       | Yue Yuan              | 7-6(1) 6-1    |
| 12. | 23 de junio de 2019      | Figueira da Foz, Portugal | Dura       | Katherine Sebov       | 6-7 7-6 6-3   |